# Crataegus theodori
Crataegus theodori är en rosväxtart som beskrevs av Kh. och Euml;. Esenova. Crataegus theodori ingår i Hagtornssläktet som ingår i familjen rosväxter. Inga underarter finns listade i Catalogue of Life.